# 뛰뛰빵빵 구조대
- 빅스 크리에이티브 제작 대한민국 애니메이션 입니다. KBS 2TV 종료이다.

## 등장인물

### 시즌 1
- 뛰뛰(너구리)
- 톡톡(오리)
- 쉬퐁(양)
- 키리(기린)
- 빵빵(강아지)
- 써치(부엉이)
- 몽크(원숭이)
- 앨리(악어 또는 공룡)
- 스쿠맨(다람쥐)
- 파스칼(생쥐)
- 레비&레스(토끼)
- 곰

### 시즌 2
- 활력스님
- 주지스님
- 두껍단보스
- 이구대장
- 바쿠

### 목소리출연
- 엄상현: 뛰뛰, 써치, 비둘기 1, 스쿠맨, 꽃게
- 양정화: 뛰뛰 2기
- 전태열: 톡톡, 앨리, 모크, 식물 괴물, 곰
- 신용우: 톡톡 2기
- 김선혜: 쉬퐁, 아기 원숭이, 비둘기 2, 토끼
- 이용신: 쉬퐁 2기
- 김지혜: 키리, 파스칼, 토끼 2
- 홍범기: 키리 2기
- 빵빵: 안영미 1,2기
- 2기
- 활력스님: 최승훈
- 주지스님: 김영찬
- 두껍단보스: 시영준
- 이구대장: 박성태
- 쿠비: 김명준
- 조역:
- 권성혁
- 한신
- 김정훈
- 여윤미
- 김채하
- 임윤선
- 방연지